# 양평공사
양평공사는 경기도 양평군에 있는 공기업이다.

## 설립 목적[1]
양평공사는 “공기업법”과 “양평군 양평공사설리 및 운영조례”로 정하는 바에 따라 안전하고 투명한 사업운영을 통해 주민생활의 편익과 복리증진에 기여함을 목적으로 한다.

## 연혁[2]
2023년
- 03. 24: 7대 신범수 사장 취임

2022년
- 01. 25: 6대 강병국 사장 취임

2020년
- 01. 20: 대·중소기업 농어업협력재단, 중소기업유통센터와 중소기업 판로확대를 위한 업무협약 체결

2019년
- 01. 25: 5대 박윤희 사장 취임
- 05. 22: 육군11사단(前20사단)과 지역사회 협력을 위한 업무협약 체결

2018년
- 12. 18: 여성가족부 가족친화인증 취득
- 05. 01: 양평물맑은종합운동장 위수탁 협약체결
- 01. 01: 오커빌리지 위수탁 협약체결

2017년
- 12. 13: 수질 TMS 국제공인 숙련도시험 '최고등급' 획득
- 07. 01: 용문국민체육센터 위수탁 협약 체결
- 02. 21: 경기도 친환경학교급식 전처리업체 공모 1위 선정
- 01. 01: 양평 맑은숲캠프(오목골캠핑장, 청운골생태마을) 위수탁 협약체결

2016년
- 10. 18: 한국폴리텍대학 성남캠퍼스 MOU 체결
- 09. 05: 한국환경공단 기술진단 완료시설 운영평가 우수시설 표창
- 07. 01: 양평군 수질TMS, 관리대행 협약 체결(서종, 단월, 지평, 곡수, 하자표)
- 06. 22: 용문산공공하수처리장 추가 위수탁 계약 체결
- 02. 23: 양평 물맑은시장 상인회 MOU체결
- 01. 28: 2015년 지방공기업 임금피크제 도입 우수기관 선정, 행정자치부 장관 표창

2015년
- 12. 31: 기업애로 해결 최우수기관 경기도지사 표창
- 11. 30: '양평공사'로 사명 변경
- 05. 19: 경영혁신(조직문화 분야) 우수기관 선정, 행정자치부 장관상 수상
- 03. 01: 양평공공하수처리장 추가 위수탁 체결

2014년
- 10. 01: 친환경 벼 건조저장시설 준공
- 06. 01: 친환경 감자 선별 및 저장시설 준공

2013년
- 10. 01: 양평군 환경기초시설 추가 위수탁 체결(단월)
- 09. 04: 농림축산식품부 주관 학교급식지원센터 선정
- 03. 15: 양평군 환경기초시설 추가 위수탁 체결(양서, 양동)
 2012년

- 10. 01: 양평군 환경기초시설 위수탁 체결 및 운영개시

2011년
- 11. 20: 서울친환경학교급식 상품화 공급업체 선정
- 03. 02: 경기친환경학교급식 상품화 공급업체 선정/공급720개학교

2010년
- 11. 18: GAP 시설인증 취득

2009년
- 09. 11: 중점관리시설 완공
- 05. 10: 경기도 G마크 급식사업의 주력 공급업체로 선정
- 03. 13: 친환경농산물 재포장자 인증 취득

2008년
- 12. 18: GAP 시설보완 사업자 선정 (경기도, 한국식품연구원 공동)
- 07. 01: 양평지방공사 창립식 (사업개시)

2007년
- 12. 20: 조례(안)의안의결(제160회 양평군의회 임시회)